# Mongo (folk)
Mongofolk är ett bantufolk, omkring 12 miljoner[källa behövs] personer, i centrala Afrika, som lever i Kongo-Kinshasa. Folket består av flera mindre grupper, däribland nkundu, mbole, ekonda, boyela, bolia och nkutu, som tillsammans räknas som den andra största etniska gruppen i landet. De talar olika dialekter av språket som också kallas mongo.
Folket har traditionellt närt sig på jordbruk och fiske, de har även varit jägare-samlare. Tidigare har deras religion koncentrerats till andar av förfäder och naturen, men nuförtiden har kristendom ersatt den religionen.